# خثارة الفاكهة
خثارة الفاكهة (بالإنجليزية: Fruit curd)‏ هي عبارة عن حلوى يتم دهنها وتغطيتها عادةً بالحمضيات، مثل الليمون الحامض، الليم، البرتقال، الليمون الفردوسي، أو اليوسفي. تشمل النكهات الأخرى من المنجا، والتوت مثل توت العليق، أو العليق الأسود. المكونات الأساسية هي صفار البيض المخفوق والسكر وعصير الفاكهة وقشور لإعطاء نكهة، والتي يتم طهيها معًا برفق حتى تصبح سميكة ثم تُترك لتبرد، عادة ما يتم تلطيف صفار البيض في عملية الطهي لمنع تجلطه. تشمل بعض الوصفات أيضًا بياض البيض أو الزبدة.

## معرض الصور

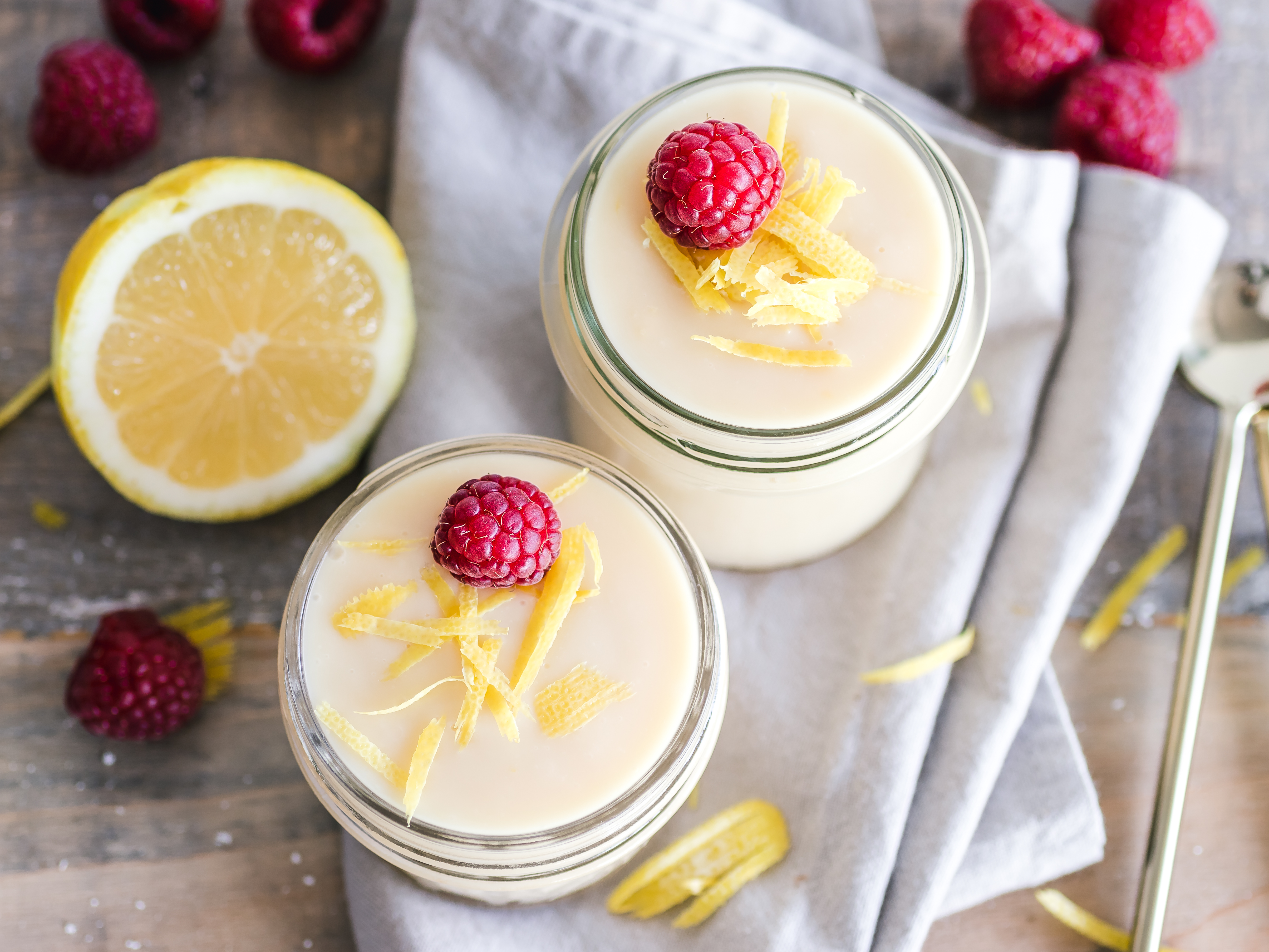
خثارة الليمون النباتي
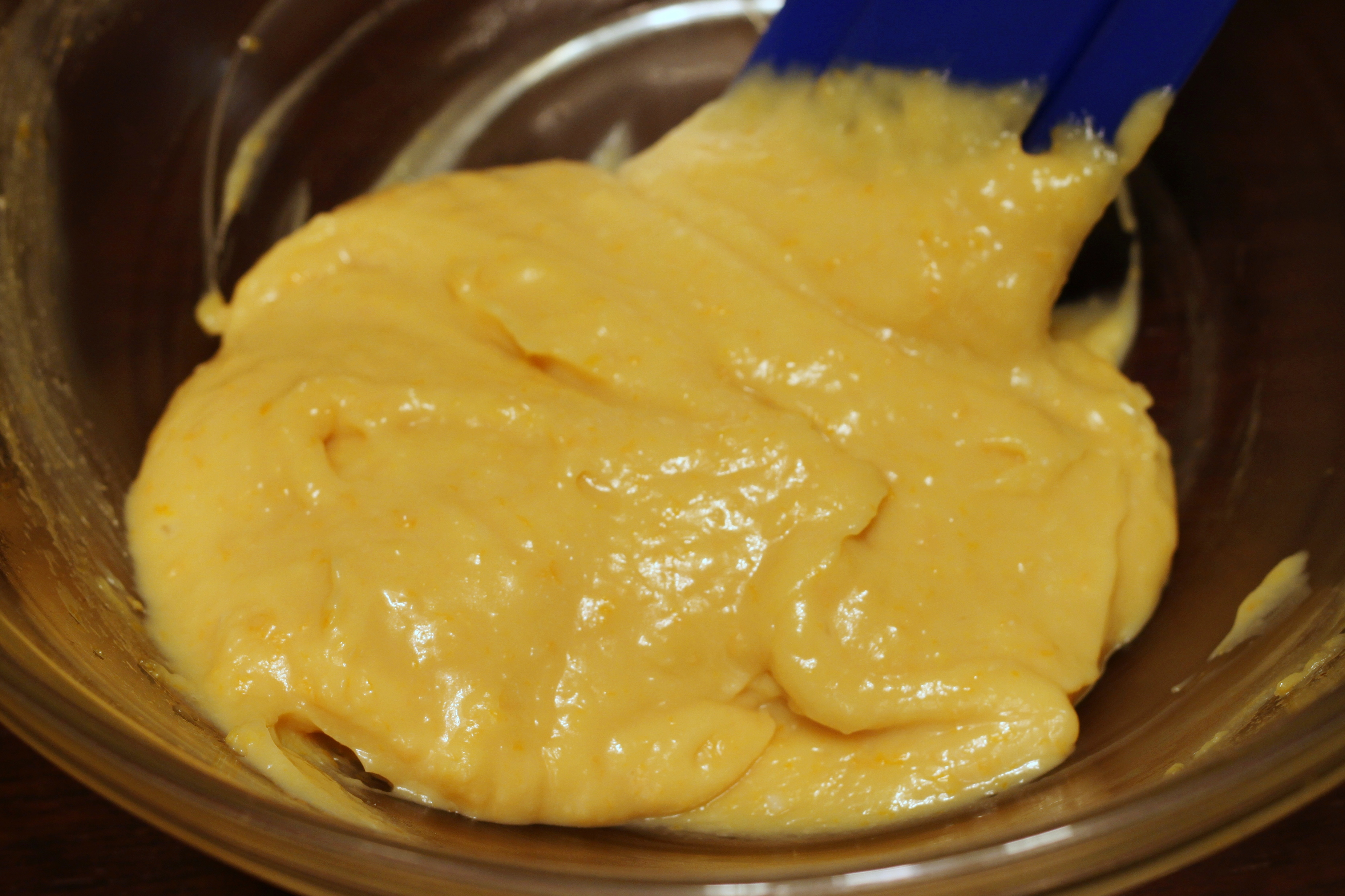
مخفوق البرتقال